# Bassoles-Aulers
Bassoles-Aulers és un municipi francès situat al departament de l'Aisne i a la regió dels Alts de França. L'any 2007 tenia 136 habitants.

## Demografia

### Població
El 2007 la població de fet de Bassoles-Aulers era de 136 persones. Hi havia 52 famílies de les quals 16 eren unipersonals (8 homes vivint sols i 8 dones vivint soles), 8 parelles sense fills, 24 parelles amb fills i 4 famílies monoparentals amb fills.
La població ha evolucionat segons el següent gràfic:
Habitants censats

### Habitatges
El 2007 hi havia 64 habitatges, 53 eren l'habitatge principal de la família, 9 eren segones residències i 1 estava desocupat. Tots els 64 habitatges eren cases. Dels 53 habitatges principals, 41 estaven ocupats pels seus propietaris i 12 estaven llogats i ocupats pels llogaters; 8 tenien tres cambres, 15 en tenien quatre i 30 en tenien cinc o més. 27 habitatges disposaven pel capbaix d'una plaça de pàrquing. A 18 habitatges hi havia un automòbil i a 26 n'hi havia dos o més.

### Piràmide de població
La piràmide de població per edats i sexe el 2009 era:
| Homes | Edats   | Dones |
| ----- | ------- | ----- |
| 0     | 95 o +  | 0     |
| 0     | 90 a 94 | 0     |
| 0     | 85 a 89 | 0     |
| 0     | 80 a 84 | 4     |
| 0     | 75 a 79 | 4     |
| 4     | 70 a 74 | 0     |
| 0     | 65 a 69 | 4     |
| 4     | 60 a 64 | 4     |
| 0     | 55 a 59 | 4     |
| 4     | 50 a 54 | 12    |
| 12    | 45 a 49 | 8     |
| 4     | 40 a 44 | 12    |
| 4     | 35 a 39 | 4     |
| 4     | 30 a 34 | 0     |
| 0     | 25 a 29 | 0     |
| 4     | 20 a 24 | 0     |
| 0     | 15 a 19 | 16    |
| 4     | 10 a 14 | 4     |
| 4     | 5 a 9   | 4     |
| 0     | 0 a 4   | 0     |

## Economia
El 2007 la població en edat de treballar era de 89 persones, 59 eren actives i 30 eren inactives. De les 59 persones actives 52 estaven ocupades (25 homes i 27 dones) i 7 estaven aturades (3 homes i 4 dones). De les 30 persones inactives 9 estaven jubilades, 10 estaven estudiant i 11 estaven classificades com a «altres inactius».

### Ingressos
El 2009 a Bassoles-Aulers hi havia 53 unitats fiscals que integraven 138 persones, la mediana anual d'ingressos fiscals per persona era de 17.903 €.

### Activitats econòmiques
L'únic establiment que hi havia el 2007 era d'una empresa de construcció.
L'únic servei als particulars que hi havia el 2009 era un guixaire pintor.

## Poblacions més properes
El següent diagrama mostra les poblacions més properes.